# Lista di asteroidi (639001-640000)
Di seguito una lista di asteroidi dal numero 639001  al 640000 con data di scoperta e scopritore.

## 639001–639100
| Nome   | Designazione provvisoria | Data di scoperta  | Scopritore                   |
| ------ | ------------------------ | ----------------- | ---------------------------- |
| 639001 | 2016 LH68                | 3 novembre 2004   | Spacewatch                   |
| 639002 | 2016 MB2                 | 26 febbraio 2014  | Mount Lemmon Survey          |
| 639003 | 2016 MM7                 | 29 giugno 2016    | Pan-STARRS                   |
| 639004 | 2016 NF3                 | 3 luglio 2016     | Mount Lemmon Survey          |
| 639005 | 2016 NV3                 | 8 giugno 2011     | Pan-STARRS                   |
| 639006 | 2016 NK5                 | 19 gennaio 2012   | Pan-STARRS                   |
| 639007 | 2016 ND7                 | 11 febbraio 2004  | Spacewatch                   |
| 639008 | 2016 NB13                | 21 agosto 2006    | Spacewatch                   |
| 639009 | 2016 NG18                | 15 marzo 2015     | Pan-STARRS                   |
| 639010 | 2016 NU19                | 29 marzo 2004     | Spacewatch                   |
| 639011 | 2016 NX20                | 13 luglio 2013    | Pan-STARRS                   |
| 639012 | 2016 NO23                | 3 agosto 2001     | NEAT                         |
| 639013 | 2016 NT30                | 1 ottobre 2011    | Spacewatch                   |
| 639014 | 2016 NZ32                | 30 marzo 2003     | M. W. Buie, A. B. Jordan     |
| 639015 | 2016 NB34                | 11 settembre 2010 | Mount Lemmon Survey          |
| 639016 | 2016 NC35                | 28 febbraio 2008  | Mount Lemmon Survey          |
| 639017 | 2016 NN35                | 21 marzo 2009     | CSS                          |
| 639018 | 2016 NM37                | 4 ottobre 2013    | CSS                          |
| 639019 | 2016 NU40                | 14 settembre 2013 | Mount Lemmon Survey          |
| 639020 | 2016 NT43                | 13 novembre 2010  | Mount Lemmon Survey          |
| 639021 | 2016 NH44                | 6 dicembre 2007   | Mount Lemmon Survey          |
| 639022 | 2016 NS45                | 4 marzo 2012      | Mount Lemmon Survey          |
| 639023 | 2016 NP46                | 27 febbraio 2012  | Pan-STARRS                   |
| 639024 | 2016 NJ50                | 13 dicembre 2006  | CSS                          |
| 639025 | 2016 NL65                | 18 gennaio 2004   | NEAT                         |
| 639026 | 2016 NM69                | 11 luglio 2005    | Mount Lemmon Survey          |
| 639027 | 2016 NS71                | 22 giugno 2011    | M. Schwartz, P. R. Holvorcem |
| 639028 | 2016 NY72                | 7 luglio 2016     | Pan-STARRS                   |
| 639029 | 2016 NK73                | 8 agosto 2005     | Cerro Tololo Obs.            |
| 639030 | 2016 NK74                | 10 gennaio 2003   | Spacewatch                   |
| 639031 | 2016 NZ74                | 21 aprile 2012    | Mount Lemmon Survey          |
| 639032 | 2016 NO85                | 11 luglio 2016    | Pan-STARRS                   |
| 639033 | 2016 NY109               | 14 luglio 2016    | Pan-STARRS                   |
| 639034 | 2016 NQ132               | 7 luglio 2016     | Pan-STARRS                   |
| 639035 | 2016 NT132               | 13 luglio 2016    | Pan-STARRS                   |
| 639036 | 2016 NB143               | 28 febbraio 2008  | Mount Lemmon Survey          |
| 639037 | 2016 OV2                 | 28 aprile 2009    | Mount Lemmon Survey          |
| 639038 | 2016 OR8                 | 5 agosto 2005     | NEAT                         |
| 639039 | 2016 OE12                | 17 luglio 2016    | Pan-STARRS                   |
| 639040 | 2016 PD5                 | 5 gennaio 2013    | Spacewatch                   |
| 639041 | 2016 PV11                | 25 febbraio 2007  | Mount Lemmon Survey          |
| 639042 | 2016 PA14                | 23 dicembre 2012  | Pan-STARRS                   |
| 639043 | 2016 PV14                | 3 febbraio 2012   | Pan-STARRS                   |
| 639044 | 2016 PR21                | 7 agosto 2016     | Pan-STARRS                   |
| 639045 | 2016 PC23                | 25 febbraio 2014  | Spacewatch                   |
| 639046 | 2016 PO27                | 20 febbraio 2009  | CSS                          |
| 639047 | 2016 PQ27                | 20 ottobre 2006   | Mount Lemmon Survey          |
| 639048 | 2016 PU27                | 19 novembre 2006  | Spacewatch                   |
| 639049 | 2016 PD28                | 18 gennaio 2008   | Mount Lemmon Survey          |
| 639050 | 2016 PG42                | 18 novembre 2006  | Mount Lemmon Survey          |
| 639051 | 2016 PK47                | 20 aprile 2009    | Mount Lemmon Survey          |
| 639052 | 2016 PO47                | 1 gennaio 2008    | Mount Lemmon Survey          |
| 639053 | 2016 PD48                | 24 febbraio 2014  | Pan-STARRS                   |
| 639054 | 2016 PA52                | 1 novembre 2006   | Spacewatch                   |
| 639055 | 2016 PH53                | 28 febbraio 2012  | Pan-STARRS                   |
| 639056 | 2016 PL67                | 4 giugno 2005     | Spacewatch                   |
| 639057 | 2016 PB77                | 22 ottobre 2003   | Spacewatch                   |
| 639058 | 2016 PD77                | 20 ottobre 2003   | Spacewatch                   |
| 639059 | 2016 PH90                | 20 ottobre 2011   | Mount Lemmon Survey          |
| 639060 | 2016 PY90                | 11 aprile 2005    | Mount Lemmon Survey          |
| 639061 | 2016 PJ101               | 18 febbraio 2015  | Pan-STARRS                   |
| 639062 | 2016 PX101               | 10 ottobre 2007   | Spacewatch                   |
| 639063 | 2016 PM102               | 1 ottobre 2000    | SDSS Collaboration           |
| 639064 | 2016 PO103               | 17 ottobre 2012   | Mount Lemmon Survey          |
| 639065 | 2016 PD122               | 27 ottobre 2006   | Spacewatch                   |
| 639066 | 2016 PB127               | 14 agosto 2016    | Pan-STARRS                   |
| 639067 | 2016 PM152               | 7 agosto 2016     | Pan-STARRS                   |
| 639068 | 2016 PV155               | 8 agosto 2016     | Pan-STARRS                   |
| 639069 | 2016 PA190               | 2 agosto 2016     | Pan-STARRS                   |
| 639070 | 2016 PU200               | 14 agosto 2016    | Pan-STARRS                   |
| 639071 | 2016 PY245               | 2 agosto 2016     | Pan-STARRS                   |
| 639072 | 2016 PO254               | 3 agosto 2016     | Pan-STARRS                   |
| 639073 | 2016 QW3                 | 19 dicembre 2004  | Mount Lemmon Survey          |
| 639074 | 2016 QF4                 | 20 novembre 2006  | Spacewatch                   |
| 639075 | 2016 QA12                | 10 agosto 2016    | Pan-STARRS                   |
| 639076 | 2016 QX12                | 29 gennaio 2011   | Mount Lemmon Survey          |
| 639077 | 2016 QU13                | 8 ottobre 1999    | Spacewatch                   |
| 639078 | 2016 QH14                | 28 agosto 2006    | Spacewatch                   |
| 639079 | 2016 QF16                | 28 aprile 2011    | Pan-STARRS                   |
| 639080 | 2016 QB17                | 30 settembre 2003 | Spacewatch                   |
| 639081 | 2016 QT19                | 15 aprile 2012    | Pan-STARRS                   |
| 639082 | 2016 QA20                | 12 febbraio 2008  | Mount Lemmon Survey          |
| 639083 | 2016 QP20                | 15 settembre 2009 | Mount Lemmon Survey          |
| 639084 | 2016 QM22                | 23 ottobre 2006   | Mount Lemmon Survey          |
| 639085 | 2016 QQ23                | 11 gennaio 2008   | Spacewatch                   |
| 639086 | 2016 QT23                | 17 settembre 2009 | CSS                          |
| 639087 | 2016 QJ26                | 17 marzo 2005     | Spacewatch                   |
| 639088 | 2016 QY28                | 14 agosto 2016    | Pan-STARRS                   |
| 639089 | 2016 QY29                | 17 gennaio 2007   | Spacewatch                   |
| 639090 | 2016 QW36                | 18 gennaio 2008   | Mount Lemmon Survey          |
| 639091 | 2016 QG37                | 22 febbraio 2007  | Spacewatch                   |
| 639092 | 2016 QO42                | 12 luglio 2005    | Mount Lemmon Survey          |
| 639093 | 2016 QF43                | 28 febbraio 2008  | Mount Lemmon Survey          |
| 639094 | 2016 QK47                | 17 settembre 2006 | Spacewatch                   |
| 639095 | 2016 QX51                | 27 aprile 2012    | Mount Lemmon Survey          |
| 639096 | 2016 QY53                | 9 maggio 2002     | NEAT                         |
| 639097 | 2016 QJ58                | 7 settembre 2004  | NEAT                         |
| 639098 | 2016 QY58                | 18 gennaio 2008   | Mount Lemmon Survey          |
| 639099 | 2016 QB60                | 5 marzo 2008      | Mount Lemmon Survey          |
| 639100 | 2016 QW60                | 23 settembre 2011 | Pan-STARRS                   |

## 639101–639200
| Nome   | Designazione provvisoria | Data di scoperta  | Scopritore                  |
| ------ | ------------------------ | ----------------- | --------------------------- |
| 639101 | 2016 QO65                | 7 luglio 2016     | Pan-STARRS                  |
| 639102 | 2016 QX66                | 18 ottobre 2012   | Pan-STARRS                  |
| 639103 | 2016 QG67                | 20 agosto 2003    | NEAT                        |
| 639104 | 2016 QO67                | 29 marzo 2009     | Spacewatch                  |
| 639105 | 2016 QD69                | 29 agosto 2006    | Spacewatch                  |
| 639106 | 2016 QY71                | 9 novembre 2013   | Spacewatch                  |
| 639107 | 2016 QC90                | 28 aprile 2008    | Mount Lemmon Survey         |
| 639108 | 2016 QG113               | 30 agosto 2016    | Pan-STARRS                  |
| 639109 | 2016 QW155               | 29 agosto 2016    | Mount Lemmon Survey         |
| 639110 | 2016 RU2                 | 29 aprile 2008    | Mount Lemmon Survey         |
| 639111 | 2016 RZ2                 | 26 settembre 2006 | Spacewatch                  |
| 639112 | 2016 RL14                | 29 gennaio 2011   | Mount Lemmon Survey         |
| 639113 | 2016 RZ15                | 1 gennaio 2009    | Spacewatch                  |
| 639114 | 2016 RD16                | 25 maggio 2006    | Osservatorio di Mauna Kea   |
| 639115 | 2016 RC22                | 10 novembre 2013  | Mount Lemmon Survey         |
| 639116 | 2016 RK23                | 8 luglio 2007     | Osservatorio Lulin          |
| 639117 | 2016 RZ30                | 13 settembre 2004 | Spacewatch                  |
| 639118 | 2016 RA37                | 9 febbraio 2005   | Spacewatch                  |
| 639119 | 2016 RG37                | 10 settembre 2016 | Mount Lemmon Survey         |
| 639120 | 2016 RY41                | 15 settembre 2004 | Spacewatch                  |
| 639121 | 2016 RC46                | 20 settembre 2007 | CSS                         |
| 639122 | 2016 RH60                | 13 settembre 2016 | Mount Lemmon Survey         |
| 639123 | 2016 RV64                | 3 settembre 2016  | Mount Lemmon Survey         |
| 639124 | 2016 SL9                 | 1 marzo 2012      | Mount Lemmon Survey         |
| 639125 | 2016 SE11                | 1 marzo 2011      | Mount Lemmon Survey         |
| 639126 | 2016 SY12                | 19 giugno 2009    | Mount Lemmon Survey         |
| 639127 | 2016 SC13                | 26 maggio 2015    | Pan-STARRS                  |
| 639128 | 2016 SG27                | 30 settembre 1995 | Spacewatch                  |
| 639129 | 2016 SX27                | 26 febbraio 2007  | Mount Lemmon Survey         |
| 639130 | 2016 SE29                | 24 gennaio 2007   | Mount Lemmon Survey         |
| 639131 | 2016 SY29                | 31 agosto 2005    | NEAT                        |
| 639132 | 2016 SX30                | 9 febbraio 2008   | Mount Lemmon Survey         |
| 639133 | 2016 SD36                | 2 aprile 2005     | Spacewatch                  |
| 639134 | 2016 SP36                | 21 novembre 1995  | Spacewatch                  |
| 639135 | 2016 SU43                | 28 agosto 2005    | SSS                         |
| 639136 | 2016 SP46                | 10 maggio 2011    | Mount Lemmon Survey         |
| 639137 | 2016 SM52                | 27 settembre 2009 | Spacewatch                  |
| 639138 | 2016 SL76                | 22 settembre 2016 | Mount Lemmon Survey         |
| 639139 | 2016 SO81                | 26 settembre 2016 | Pan-STARRS                  |
| 639140 | 2016 TE                  | 24 luglio 2003    | NEAT                        |
| 639141 | 2016 TV5                 | 16 febbraio 2015  | Pan-STARRS                  |
| 639142 | 2016 TS8                 | 26 aprile 2011    | Mount Lemmon Survey         |
| 639143 | 2016 TG15                | 16 marzo 2015     | Spacewatch                  |
| 639144 | 2016 TS16                | 5 novembre 2007   | PMO NEO                     |
| 639145 | 2016 TJ20                | 13 dicembre 2013  | Mount Lemmon Survey         |
| 639146 | 2016 TE21                | 14 settembre 2005 | Spacewatch                  |
| 639147 | 2016 TN21                | 24 agosto 2016    | PMO NEO                     |
| 639148 | 2016 TY26                | 5 dicembre 2010   | Z. Kuli                     |
| 639149 | 2016 TS29                | 28 luglio 2003    | NEAT                        |
| 639150 | 2016 TQ48                | 23 settembre 2011 | Pan-STARRS                  |
| 639151 | 2016 TR49                | 22 giugno 2000    | Spacewatch                  |
| 639152 | 2016 TO76                | 22 dicembre 2004  | CSS                         |
| 639153 | 2016 TN85                | 15 novembre 1995  | Spacewatch                  |
| 639154 | 2016 TR87                | 15 ottobre 2002   | NEAT                        |
| 639155 | 2016 TJ88                | 20 marzo 1999     | SDSS Collaboration          |
| 639156 | 2016 TP94                | 22 aprile 2009    | Spacewatch                  |
| 639157 | 2016 TJ97                | 22 ottobre 2009   | Mount Lemmon Survey         |
| 639158 | 2016 TH163               | 2 ottobre 2016    | Pan-STARRS                  |
| 639159 | 2016 UQ                  | 18 ottobre 2009   | Mount Lemmon Survey         |
| 639160 | 2016 UR15                | 8 dicembre 2012   | Mount Lemmon Survey         |
| 639161 | 2016 UP17                | 30 settembre 2005 | Mount Lemmon Survey         |
| 639162 | 2016 UZ27                | 17 settembre 2006 | Spacewatch                  |
| 639163 | 2016 UC30                | 6 agosto 2005     | NEAT                        |
| 639164 | 2016 UV35                | 24 novembre 2009  | Spacewatch                  |
| 639165 | 2016 UT41                | 30 ottobre 2005   | Mount Lemmon Survey         |
| 639166 | 2016 US43                | 24 maggio 2006    | Spacewatch                  |
| 639167 | 2016 UF47                | 27 gennaio 2007   | Mount Lemmon Survey         |
| 639168 | 2016 UX47                | 8 luglio 2005     | Spacewatch                  |
| 639169 | 2016 UA54                | 16 maggio 2005    | Mount Lemmon Survey         |
| 639170 | 2016 UV54                | 3 dicembre 2005   | Osservatorio di Mauna Kea   |
| 639171 | 2016 UV55                | 19 settembre 2009 | Mount Lemmon Survey         |
| 639172 | 2016 UZ55                | 15 settembre 2004 | LONEOS                      |
| 639173 | 2016 UT62                | 17 maggio 2009    | Mount Lemmon Survey         |
| 639174 | 2016 UB63                | 13 novembre 2002  | NEAT                        |
| 639175 | 2016 UO63                | 17 agosto 2016    | Pan-STARRS                  |
| 639176 | 2016 UX66                | 26 luglio 1995    | Spacewatch                  |
| 639177 | 2016 UH67                | 3 novembre 2005   | CSS                         |
| 639178 | 2016 UU67                | 10 maggio 2015    | Mount Lemmon Survey         |
| 639179 | 2016 UH68                | 5 novembre 2005   | Spacewatch                  |
| 639180 | 2016 UU77                | 21 agosto 2006    | Spacewatch                  |
| 639181 | 2016 UQ78                | 1 maggio 2000     | Spacewatch                  |
| 639182 | 2016 UO85                | 19 gennaio 2004   | Spacewatch                  |
| 639183 | 2016 US86                | 17 dicembre 2009  | Spacewatch                  |
| 639184 | 2016 UH88                | 16 febbraio 2004  | Spacewatch                  |
| 639185 | 2016 UK91                | 12 aprile 2005    | Kitt Peak Obs.              |
| 639186 | 2016 UY91                | 16 maggio 2004    | Spacewatch                  |
| 639187 | 2016 UV98                | 12 settembre 2001 | L. H. Wasserman, E. L. Ryan |
| 639188 | 2016 UA99                | 1 dicembre 2002   | K. J. Meech, J. Pittichová  |
| 639189 | 2016 UU101               | 18 dicembre 2009  | Spacewatch                  |
| 639190 | 2016 UD115               | 19 aprile 2007    | Mount Lemmon Survey         |
| 639191 | 2016 UX118               | 21 dicembre 2006  | Spacewatch                  |
| 639192 | 2016 UU122               | 5 aprile 2003     | Spacewatch                  |
| 639193 | 2016 UD125               | 22 ottobre 2016   | Spacewatch                  |
| 639194 | 2016 UJ132               | 12 febbraio 2008  | Mount Lemmon Survey         |
| 639195 | 2016 UY133               | 26 ottobre 2016   | Pan-STARRS                  |
| 639196 | 2016 UG148               | 21 ottobre 2006   | Osservatorio Lulin          |
| 639197 | 2016 UE171               | 6 febbraio 2007   | Mount Lemmon Survey         |
| 639198 | 2016 UR247               | 26 ottobre 2016   | Mount Lemmon Survey         |
| 639199 | 2016 UM251               | 26 settembre 2012 | Mount Lemmon Survey         |
| 639200 | 2016 VM9                 | 18 maggio 2001    | Spacewatch                  |

## 639201–639300
| Nome               | Designazione provvisoria | Data di scoperta  | Scopritore                      |
| ------------------ | ------------------------ | ----------------- | ------------------------------- |
| 639201             | 2016 VV10                | 23 aprile 2015    | Pan-STARRS                      |
| 639202             | 2016 VG19                | 7 maggio 2014     | Pan-STARRS                      |
| 639203             | 2016 VH19                | 10 settembre 2008 | Spacewatch                      |
| 639204             | 2016 VV28                | 22 settembre 2003 | Spacewatch                      |
| 639205             | 2016 VH34                | 6 marzo 2011      | CSS                             |
| 639206             | 2016 WM2                 | 23 maggio 2004    | LINEAR                          |
| 639207             | 2016 WW12                | 3 luglio 2005     | NEAT                            |
| 639208             | 2016 WD15                | 12 ottobre 1991   | Palomar Obs.                    |
| 639209             | 2016 WY20                | 26 luglio 2005    | NEAT                            |
| 639210             | 2016 WC21                | 27 novembre 2006  | Spacewatch                      |
| 639211             | 2016 WP26                | 13 agosto 2010    | Spacewatch                      |
| 639212             | 2016 WZ32                | 30 agosto 2005    | Spacewatch                      |
| 639213             | 2016 WK35                | 25 marzo 2006     | NEAT                            |
| 639214             | 2016 WA36                | 3 novembre 2007   | Spacewatch                      |
| 639215             | 2016 WN39                | 14 maggio 2015    | M. Altmann, T. Prusti           |
| 639216             | 2016 WX40                | 14 febbraio 2009  | Spacewatch                      |
| 639217             | 2016 WQ44                | 15 ottobre 2007   | Spacewatch                      |
| 639218             | 2016 WW46                | 7 dicembre 2005   | Spacewatch                      |
| 639219             | 2016 WW53                | 22 settembre 2003 | NEAT                            |
| 639220             | 2016 WD54                | 27 agosto 2005    | NEAT                            |
| 639221             | 2016 WG58                | 26 settembre 2011 | Pan-STARRS                      |
| 639222             | 2016 XC3                 | 26 agosto 2003    | Cerro Tololo Obs.               |
| 639223             | 2016 XP3                 | 2 aprile 2011     | Spacewatch                      |
| 639224             | 2016 XY3                 | 3 dicembre 2002   | NEAT                            |
| 639225             | 2016 XB7                 | 24 novembre 2012  | M. Schwartz, P. R. Holvorcem    |
| 639226             | 2016 XH11                | 6 ottobre 2012    | Pan-STARRS                      |
| 639227             | 2016 XY11                | 20 maggio 2014    | Pan-STARRS                      |
| 639228             | 2016 XM14                | 30 settembre 2005 | NEAT                            |
| 639229             | 2016 XQ14                | 3 novembre 2010   | Mount Lemmon Survey             |
| 639230             | 2016 XF16                | 16 luglio 2004    | Cerro Tololo Obs.               |
| 639231             | 2016 YA10                | 28 marzo 2003     | Spacewatch                      |
| 639232             | 2016 YP11                | 21 ottobre 1995   | Spacewatch                      |
| 639233             | 2016 YD12                | 16 gennaio 2000   | Spacewatch                      |
| 639234             | 2017 AM                  | 2 gennaio 2017    | Pan-STARRS                      |
| 639235             | 2017 AJ1                 | 24 settembre 2000 | LINEAR                          |
| 639236             | 2017 AA2                 | 30 marzo 2005     | CSS                             |
| 639237             | 2017 AV5                 | 4 marzo 2005      | Mount Lemmon Survey             |
| 639238             | 2017 AF9                 | 11 settembre 2007 | Spacewatch                      |
| 639239             | 2017 AA11                | 22 ottobre 2009   | Mount Lemmon Survey             |
| 639240             | 2017 AX11                | 31 ottobre 2005   | Mount Lemmon Survey             |
| 639241             | 2017 AE14                | 4 novembre 2004   | CSS                             |
| 639242             | 2017 AZ16                | 20 agosto 2014    | Pan-STARRS                      |
| 639243             | 2017 AK17                | 24 gennaio 2001   | Spacewatch                      |
| 639244             | 2017 AZ19                | 6 maggio 2010     | Mount Lemmon Survey             |
| 639245             | 2017 AR21                | 25 luglio 2014    | Pan-STARRS                      |
| 639246             | 2017 AX21                | 7 aprile 2008     | Mount Lemmon Survey             |
| 639247             | 2017 AE22                | 27 febbraio 2012  | Pan-STARRS                      |
| 639248             | 2017 AF22                | 23 gennaio 2006   | Spacewatch                      |
| 639249             | 2017 AH24                | 20 agosto 2003    | NEAT                            |
| 639250             | 2017 AC47                | 8 gennaio 2017    | Mount Lemmon Survey             |
| 639251             | 2017 BW3                 | 16 febbraio 2010  | Mount Lemmon Survey             |
| 639252             | 2017 BC4                 | 8 novembre 2008   | Spacewatch                      |
| 639253             | 2017 BT9                 | 11 gennaio 2008   | Spacewatch                      |
| 639254             | 2017 BP10                | 4 luglio 2005     | Mount Lemmon Survey             |
| 639255             | 2017 BS13                | 25 dicembre 2005  | Spacewatch                      |
| 639256             | 2017 BU13                | 3 ottobre 2006    | Mount Lemmon Survey             |
| 639257             | 2017 BS14                | 11 ottobre 2004   | L. H. Wasserman, J. R. Lovering |
| 639258             | 2017 BH15                | 26 gennaio 2017   | Mount Lemmon Survey             |
| 639259             | 2017 BZ15                | 29 settembre 2008 | CSS                             |
| 639260             | 2017 BF16                | 16 gennaio 2009   | Mount Lemmon Survey             |
| 639261             | 2017 BL16                | 15 dicembre 2001  | SDSS Collaboration              |
| 639262             | 2017 BW17                | 19 marzo 2009     | Mount Lemmon Survey             |
| 639263             | 2017 BH18                | 3 febbraio 2008   | Spacewatch                      |
| 639264             | 2017 BV18                | 18 ottobre 2006   | Spacewatch                      |
| 639265             | 2017 BH20                | 25 maggio 2006    | Osservatorio di Mauna Kea       |
| 639266             | 2017 BJ25                | 29 novembre 2005  | Spacewatch                      |
| 639267             | 2017 BP27                | 27 ottobre 2009   | Mount Lemmon Survey             |
| 639268             | 2017 BD32                | 7 maggio 2008     | Spacewatch                      |
| 639269             | 2017 BF34                | 29 dicembre 2008  | CSS                             |
| 639270             | 2017 BK34                | 23 dicembre 2016  | Pan-STARRS                      |
| 639271             | 2017 BP37                | 30 agosto 2005    | NEAT                            |
| 639272             | 2017 BW42                | 26 gennaio 2017   | Mount Lemmon Survey             |
| 639273             | 2017 BX43                | 23 settembre 2011 | Spacewatch                      |
| 639274             | 2017 BT44                | 28 gennaio 2000   | Spacewatch                      |
| 639275             | 2017 BW50                | 2 gennaio 2011    | Mount Lemmon Survey             |
| 639276             | 2017 BX51                | 26 gennaio 2017   | Mount Lemmon Survey             |
| 639277             | 2017 BC52                | 10 agosto 2007    | Spacewatch                      |
| 639278             | 2017 BA53                | 11 febbraio 2004  | Spacewatch                      |
| 639279             | 2017 BQ55                | 16 agosto 1993    | Spacewatch                      |
| 639280             | 2017 BF57                | 30 settembre 2005 | Spacewatch                      |
| 639281             | 2017 BL57                | 5 ottobre 2015    | R. Holmes                       |
| 639282             | 2017 BG58                | 19 gennaio 2012   | Pan-STARRS                      |
| 639283             | 2017 BV59                | 13 ottobre 2006   | Spacewatch                      |
| 639284             | 2017 BY60                | 18 gennaio 2008   | Mount Lemmon Survey             |
| 639285             | 2017 BF61                | 7 ottobre 1977    | T. Gehrels                      |
| 639286             | 2017 BH62                | 10 aprile 2010    | Spacewatch                      |
| 639287             | 2017 BB64                | 7 dicembre 1996   | Spacewatch                      |
| 639288             | 2017 BR65                | 3 marzo 2005      | Spacewatch                      |
| 639289             | 2017 BV66                | 4 aprile 2000     | LONEOS                          |
| 639290             | 2017 BM69                | 29 agosto 2006    | Spacewatch                      |
| 639291             | 2017 BQ73                | 20 gennaio 2009   | Spacewatch                      |
| 639292 Szabózoltán | 2017 BO77                | 23 agosto 2003    | K. Sárneczky, B. Sipőcz         |
| 639293             | 2017 BY77                | 21 marzo 2009     | Spacewatch                      |
| 639294             | 2017 BL78                | 26 marzo 2004     | Spacewatch                      |
| 639295             | 2017 BV78                | 1 dicembre 2008   | Spacewatch                      |
| 639296             | 2017 BY78                | 12 novembre 2010  | Mount Lemmon Survey             |
| 639297             | 2017 BJ79                | 25 ottobre 2011   | Pan-STARRS                      |
| 639298             | 2017 BF80                | 30 aprile 2008    | Spacewatch                      |
| 639299             | 2017 BL80                | 24 ottobre 2005   | Osservatorio di Mauna Kea       |
| 639300             | 2017 BH82                | 25 ottobre 2011   | Pan-STARRS                      |

## 639301–639400
| Nome   | Designazione provvisoria | Data di scoperta  | Scopritore                |
| ------ | ------------------------ | ----------------- | ------------------------- |
| 639301 | 2017 BZ83                | 17 marzo 2005     | CSS                       |
| 639302 | 2017 BT86                | 18 marzo 2004     | Spacewatch                |
| 639303 | 2017 BG87                | 14 novembre 2010  | Mount Lemmon Survey       |
| 639304 | 2017 BS87                | 30 novembre 1999  | Spacewatch                |
| 639305 | 2017 BJ94                | 4 luglio 2005     | Mount Lemmon Survey       |
| 639306 | 2017 BP96                | 11 novembre 2007  | Mount Lemmon Survey       |
| 639307 | 2017 BL98                | 19 ottobre 2000   | G. J. Garradd             |
| 639308 | 2017 BK101               | 13 gennaio 2005   | Spacewatch                |
| 639309 | 2017 BV102               | 29 gennaio 2017   | Mount Lemmon Survey       |
| 639310 | 2017 BL105               | 26 luglio 2015    | Pan-STARRS                |
| 639311 | 2017 BE106               | 31 ottobre 2010   | Z. Kuli, K. Sárneczky     |
| 639312 | 2017 BW107               | 16 maggio 2005    | Mount Lemmon Survey       |
| 639313 | 2017 BZ107               | 13 dicembre 2006  | Spacewatch                |
| 639314 | 2017 BU109               | 9 ottobre 2012    | Pan-STARRS                |
| 639315 | 2017 BR117               | 7 ottobre 2004    | Spacewatch                |
| 639316 | 2017 BB119               | 30 gennaio 2017   | Mount Lemmon Survey       |
| 639317 | 2017 BO120               | 25 giugno 2011    | Mount Lemmon Survey       |
| 639318 | 2017 BR121               | 12 marzo 2013     | Mount Lemmon Survey       |
| 639319 | 2017 BB123               | 11 novembre 2006  | Mount Lemmon Survey       |
| 639320 | 2017 BX124               | 21 marzo 2012     | CSS                       |
| 639321 | 2017 BM127               | 17 giugno 2009    | Spacewatch                |
| 639322 | 2017 BT127               | 29 novembre 2011  | Mount Lemmon Survey       |
| 639323 | 2017 BG128               | 20 ottobre 2008   | Mount Lemmon Survey       |
| 639324 | 2017 BH128               | 27 ottobre 2003   | Spacewatch                |
| 639325 | 2017 BT131               | 24 ottobre 2011   | Spacewatch                |
| 639326 | 2017 BN136               | 1 novembre 2005   | Spacewatch                |
| 639327 | 2017 BZ137               | 7 marzo 2003      | Spacewatch                |
| 639328 | 2017 BA138               | 18 dicembre 2004  | Mount Lemmon Survey       |
| 639329 | 2017 BS138               | 17 marzo 2004     | Spacewatch                |
| 639330 | 2017 BD139               | 4 febbraio 2006   | Spacewatch                |
| 639331 | 2017 BG141               | 21 maggio 2004    | Spacewatch                |
| 639332 | 2017 BR144               | 22 settembre 2012 | Mount Lemmon Survey       |
| 639333 | 2017 BE148               | 11 marzo 2005     | Mount Lemmon Survey       |
| 639334 | 2017 BT156               | 29 gennaio 2017   | Pan-STARRS                |
| 639335 | 2017 BF159               | 20 gennaio 2017   | Pan-STARRS                |
| 639336 | 2017 BR160               | 14 aprile 2008    | Mount Lemmon Survey       |
| 639337 | 2017 BL165               | 29 gennaio 2017   | Pan-STARRS                |
| 639338 | 2017 BF179               | 30 gennaio 2017   | Pan-STARRS                |
| 639339 | 2017 BE181               | 29 gennaio 2017   | Pan-STARRS                |
| 639340 | 2017 CN2                 | 23 ottobre 2011   | Pan-STARRS                |
| 639341 | 2017 CT2                 | 5 gennaio 1994    | Spacewatch                |
| 639342 | 2017 CU2                 | 31 dicembre 1999  | Spacewatch                |
| 639343 | 2017 CJ7                 | 13 febbraio 2013  | Pan-STARRS                |
| 639344 | 2017 CJ9                 | 3 marzo 2009      | Spacewatch                |
| 639345 | 2017 CF11                | 26 novembre 2009  | Mount Lemmon Survey       |
| 639346 | 2017 CB13                | 15 luglio 2008    | SSS                       |
| 639347 | 2017 CE13                | 16 febbraio 2004  | Spacewatch                |
| 639348 | 2017 CW14                | 23 febbraio 2007  | Mount Lemmon Survey       |
| 639349 | 2017 CV16                | 29 gennaio 2003   | Spacewatch                |
| 639350 | 2017 CY19                | 30 gennaio 2004   | Spacewatch                |
| 639351 | 2017 CA22                | 16 febbraio 2012  | Pan-STARRS                |
| 639352 | 2017 CK22                | 16 gennaio 2013   | Pan-STARRS                |
| 639353 | 2017 CP22                | 14 agosto 2012    | Spacewatch                |
| 639354 | 2017 CK23                | 29 maggio 2003    | Spacewatch                |
| 639355 | 2017 CZ23                | 12 novembre 2005  | Spacewatch                |
| 639356 | 2017 CO24                | 5 dicembre 2010   | Mount Lemmon Survey       |
| 639357 | 2017 CP24                | 28 settembre 2011 | Spacewatch                |
| 639358 | 2017 CK25                | 10 maggio 2005    | Spacewatch                |
| 639359 | 2017 CQ28                | 13 febbraio 2013  | Pan-STARRS                |
| 639360 | 2017 CL29                | 3 dicembre 2010   | Spacewatch                |
| 639361 | 2017 CP30                | 8 ottobre 2008    | Mount Lemmon Survey       |
| 639362 | 2017 CY30                | 25 agosto 2005    | NEAT                      |
| 639363 | 2017 CJ31                | 31 dicembre 2011  | K. Sárneczky              |
| 639364 | 2017 CJ33                | 11 febbraio 2008  | Spacewatch                |
| 639365 | 2017 CZ33                | 2 aprile 2009     | Mount Lemmon Survey       |
| 639366 | 2017 CD34                | 23 gennaio 2006   | CSS                       |
| 639367 | 2017 CL34                | 29 giugno 2014    | Pan-STARRS                |
| 639368 | 2017 CY34                | 3 maggio 2008     | Spacewatch                |
| 639369 | 2017 CE35                | 21 ottobre 2006   | Spacewatch                |
| 639370 | 2017 CT35                | 24 marzo 2006     | Spacewatch                |
| 639371 | 2017 DN1                 | 14 febbraio 2000  | Spacewatch                |
| 639372 | 2017 DX1                 | 19 settembre 2006 | CSS                       |
| 639373 | 2017 DG2                 | 6 ottobre 2007    | Spacewatch                |
| 639374 | 2017 DM5                 | 13 marzo 2013     | PTF                       |
| 639375 | 2017 DM9                 | 12 aprile 2000    | Spacewatch                |
| 639376 | 2017 DA11                | 27 gennaio 2017   | Pan-STARRS                |
| 639377 | 2017 DD12                | 18 novembre 2011  | Mount Lemmon Survey       |
| 639378 | 2017 DZ14                | 3 febbraio 2008   | CSS                       |
| 639379 | 2017 DN15                | 23 gennaio 2006   | Spacewatch                |
| 639380 | 2017 DV18                | 2 aprile 2005     | Mount Lemmon Survey       |
| 639381 | 2017 DW18                | 20 ottobre 1995   | Spacewatch                |
| 639382 | 2017 DZ19                | 29 settembre 2005 | Spacewatch                |
| 639383 | 2017 DL20                | 4 agosto 2003     | Spacewatch                |
| 639384 | 2017 DT21                | 31 dicembre 2007  | Mount Lemmon Survey       |
| 639385 | 2017 DF23                | 27 gennaio 2017   | Pan-STARRS                |
| 639386 | 2017 DE25                | 29 agosto 2006    | Spacewatch                |
| 639387 | 2017 DJ25                | 7 ottobre 2005    | Osservatorio di Mauna Kea |
| 639388 | 2017 DJ26                | 23 gennaio 2006   | Mount Lemmon Survey       |
| 639389 | 2017 DG30                | 25 ottobre 2011   | Pan-STARRS                |
| 639390 | 2017 DS30                | 21 luglio 2006    | CSS                       |
| 639391 | 2017 DE31                | 2 ottobre 2006    | Mount Lemmon Survey       |
| 639392 | 2017 DV31                | 19 ottobre 2006   | Spacewatch                |
| 639393 | 2017 DW31                | 9 maggio 2014     | Pan-STARRS                |
| 639394 | 2017 DX31                | 7 ottobre 2004    | Spacewatch                |
| 639395 | 2017 DJ32                | 12 gennaio 2000   | Spacewatch                |
| 639396 | 2017 DV33                | 18 ottobre 2006   | Spacewatch                |
| 639397 | 2017 DF37                | 30 aprile 2008    | Mount Lemmon Survey       |
| 639398 | 2017 DK38                | 31 maggio 2006    | Mount Lemmon Survey       |
| 639399 | 2017 DA39                | 17 novembre 2009  | Spacewatch                |
| 639400 | 2017 DC41                | 24 settembre 2011 | Pan-STARRS                |

## 639401–639500
| Nome   | Designazione provvisoria | Data di scoperta  | Scopritore                              |
| ------ | ------------------------ | ----------------- | --------------------------------------- |
| 639401 | 2017 DM43                | 14 aprile 2007    | Mount Lemmon Survey                     |
| 639402 | 2017 DT43                | 2 novembre 2002   | Osservatorio del Roque de los Muchachos |
| 639403 | 2017 DM47                | 26 marzo 2004     | Spacewatch                              |
| 639404 | 2017 DF51                | 20 gennaio 2002   | Spacewatch                              |
| 639405 | 2017 DZ51                | 8 aprile 2008     | Spacewatch                              |
| 639406 | 2017 DG52                | 10 marzo 1999     | Spacewatch                              |
| 639407 | 2017 DL52                | 18 novembre 2007  | Mount Lemmon Survey                     |
| 639408 | 2017 DR53                | 15 ottobre 2004   | Spacewatch                              |
| 639409 | 2017 DS53                | 18 aprile 2009    | Mount Lemmon Survey                     |
| 639410 | 2017 DD54                | 25 dicembre 2005  | Mount Lemmon Survey                     |
| 639411 | 2017 DG56                | 4 agosto 2008     | SSS                                     |
| 639412 | 2017 DP61                | 22 agosto 2014    | Pan-STARRS                              |
| 639413 | 2017 DR63                | 13 marzo 2013     | CSS                                     |
| 639414 | 2017 DY65                | 13 marzo 2013     | Mount Lemmon Survey                     |
| 639415 | 2017 DM67                | 31 marzo 2012     | Mount Lemmon Survey                     |
| 639416 | 2017 DB73                | 28 aprile 2008    | Mount Lemmon Survey                     |
| 639417 | 2017 DH73                | 24 luglio 2003    | NEAT                                    |
| 639418 | 2017 DC74                | 10 settembre 2010 | Spacewatch                              |
| 639419 | 2017 DF74                | 13 ottobre 2005   | Spacewatch                              |
| 639420 | 2017 DB76                | 3 aprile 2002     | Spacewatch                              |
| 639421 | 2017 DP76                | 10 febbraio 2011  | Mount Lemmon Survey                     |
| 639422 | 2017 DY77                | 29 luglio 2008    | Mount Lemmon Survey                     |
| 639423 | 2017 DB78                | 19 gennaio 2004   | Spacewatch                              |
| 639424 | 2017 DL78                | 5 ottobre 2004    | Spacewatch                              |
| 639425 | 2017 DP78                | 15 marzo 2001     | Spacewatch                              |
| 639426 | 2017 DQ79                | 14 febbraio 2004  | Spacewatch                              |
| 639427 | 2017 DM80                | 28 dicembre 1999  | G. Bell, G. Hug                         |
| 639428 | 2017 DN80                | 16 maggio 2009    | Spacewatch                              |
| 639429 | 2017 DB82                | 15 settembre 2004 | LONEOS                                  |
| 639430 | 2017 DZ82                | 31 dicembre 2007  | Mount Lemmon Survey                     |
| 639431 | 2017 DD83                | 2 febbraio 2006   | Spacewatch                              |
| 639432 | 2017 DG83                | 2 settembre 2010  | Mount Lemmon Survey                     |
| 639433 | 2017 DV83                | 13 gennaio 2008   | Mount Lemmon Survey                     |
| 639434 | 2017 DU84                | 24 marzo 2006     | Spacewatch                              |
| 639435 | 2017 DN85                | 19 settembre 2003 | Spacewatch                              |
| 639436 | 2017 DE86                | 7 gennaio 2006    | Spacewatch                              |
| 639437 | 2017 DG87                | 28 gennaio 2006   | Mount Lemmon Survey                     |
| 639438 | 2017 DC89                | 13 novembre 2010  | Mount Lemmon Survey                     |
| 639439 | 2017 DD90                | 5 agosto 2005     | NEAT                                    |
| 639440 | 2017 DQ92                | 10 dicembre 2004  | Spacewatch                              |
| 639441 | 2017 DM93                | 27 agosto 2005    | NEAT                                    |
| 639442 | 2017 DS95                | 21 agosto 2006    | Spacewatch                              |
| 639443 | 2017 DG98                | 11 settembre 2002 | NEAT                                    |
| 639444 | 2017 DT99                | 13 febbraio 2008  | Spacewatch                              |
| 639445 | 2017 DW99                | 13 maggio 2004    | Spacewatch                              |
| 639446 | 2017 DN100               | 29 luglio 2008    | Mount Lemmon Survey                     |
| 639447 | 2017 DE101               | 13 febbraio 2012  | Pan-STARRS                              |
| 639448 | 2017 DG103               | 25 novembre 2005  | Spacewatch                              |
| 639449 | 2017 DZ104               | 17 giugno 2010    | Mount Lemmon Survey                     |
| 639450 | 2017 DL105               | 13 ottobre 2010   | Mount Lemmon Survey                     |
| 639451 | 2017 DA106               | 3 marzo 2000      | Spacewatch                              |
| 639452 | 2017 DY106               | 31 dicembre 2011  | Mount Lemmon Survey                     |
| 639453 | 2017 DU107               | 13 novembre 2002  | Spacewatch                              |
| 639454 | 2017 DG108               | 25 settembre 2005 | Spacewatch                              |
| 639455 | 2017 DX109               | 21 marzo 2009     | Spacewatch                              |
| 639456 | 2017 DG111               | 13 dicembre 1998  | Spacewatch                              |
| 639457 | 2017 DL111               | 31 luglio 2014    | Pan-STARRS                              |
| 639458 | 2017 DQ111               | 31 luglio 2005    | NEAT                                    |
| 639459 | 2017 DP115               | 26 maggio 2007    | Mount Lemmon Survey                     |
| 639460 | 2017 DX116               | 18 gennaio 2008   | Spacewatch                              |
| 639461 | 2017 DA117               | 19 dicembre 2007  | Mount Lemmon Survey                     |
| 639462 | 2017 DO117               | 4 ottobre 2006    | Mount Lemmon Survey                     |
| 639463 | 2017 DB118               | 17 gennaio 2008   | Mount Lemmon Survey                     |
| 639464 | 2017 DC118               | 21 giugno 2009    | Mount Lemmon Survey                     |
| 639465 | 2017 DN118               | 14 aprile 2007    | Spacewatch                              |
| 639466 | 2017 DO120               | 25 febbraio 2006  | Mount Lemmon Survey                     |
| 639467 | 2017 DH121               | 4 agosto 2003     | Spacewatch                              |
| 639468 | 2017 DL121               | 13 aprile 2013    | Pan-STARRS                              |
| 639469 | 2017 DQ121               | 19 gennaio 2012   | Pan-STARRS                              |
| 639470 | 2017 DJ130               | 22 febbraio 2017  | Pan-STARRS                              |
| 639471 | 2017 DB148               | 28 agosto 2014    | Spacewatch                              |
| 639472 | 2017 EO4                 | 1 novembre 2015   | Pan-STARRS                              |
| 639473 | 2017 EH7                 | 16 aprile 2004    | Spacewatch                              |
| 639474 | 2017 EQ7                 | 8 novembre 2009   | CSS                                     |
| 639475 | 2017 EM9                 | 23 febbraio 2017  | Mount Lemmon Survey                     |
| 639476 | 2017 EY9                 | 17 marzo 2013     | Mount Lemmon Survey                     |
| 639477 | 2017 EQ11                | 30 marzo 2008     | Spacewatch                              |
| 639478 | 2017 EQ12                | 24 settembre 2000 | LINEAR                                  |
| 639479 | 2017 EB14                | 4 novembre 2004   | Spacewatch                              |
| 639480 | 2017 EV16                | 31 marzo 2008     | Spacewatch                              |
| 639481 | 2017 EF17                | 27 giugno 2004    | Spacewatch                              |
| 639482 | 2017 ER17                | 9 febbraio 2008   | Mount Lemmon Survey                     |
| 639483 | 2017 EG22                | 26 gennaio 2012   | Mount Lemmon Survey                     |
| 639484 | 2017 EN22                | 9 marzo 2008      | Spacewatch                              |
| 639485 | 2017 EH23                | 12 settembre 2007 | Mount Lemmon Survey                     |
| 639486 | 2017 EQ23                | 16 gennaio 2011   | Mount Lemmon Survey                     |
| 639487 | 2017 EX23                | 6 marzo 2008      | Mount Lemmon Survey                     |
| 639488 | 2017 EZ23                | 3 novembre 2010   | Mount Lemmon Survey                     |
| 639489 | 2017 EF24                | 28 settembre 2003 | Spacewatch                              |
| 639490 | 2017 EC25                | 16 ottobre 2009   | Mount Lemmon Survey                     |
| 639491 | 2017 EM30                | 7 marzo 2017      | Pan-STARRS                              |
| 639492 | 2017 EZ30                | 5 marzo 2017      | Pan-STARRS                              |
| 639493 | 2017 EV32                | 7 marzo 2017      | Pan-STARRS                              |
| 639494 | 2017 FO3                 | 16 ottobre 2003   | Spacewatch                              |
| 639495 | 2017 FS3                 | 22 agosto 1995    | Spacewatch                              |
| 639496 | 2017 FA4                 | 23 marzo 1995     | Spacewatch                              |
| 639497 | 2017 FR4                 | 10 ottobre 2010   | Spacewatch                              |
| 639498 | 2017 FE5                 | 12 febbraio 2004  | Spacewatch                              |
| 639499 | 2017 FH5                 | 25 marzo 2007     | Mount Lemmon Survey                     |
| 639500 | 2017 FO6                 | 18 marzo 2004     | Spacewatch                              |

## 639501–639600
| Nome   | Designazione provvisoria | Data di scoperta  | Scopritore                |
| ------ | ------------------------ | ----------------- | ------------------------- |
| 639501 | 2017 FX6                 | 8 febbraio 2008   | Spacewatch                |
| 639502 | 2017 FG8                 | 14 marzo 2004     | NEAT                      |
| 639503 | 2017 FN8                 | 29 settembre 2008 | Mount Lemmon Survey       |
| 639504 | 2017 FK10                | 19 maggio 2004    | Spacewatch                |
| 639505 | 2017 FJ11                | 3 aprile 2013     | Pan-STARRS                |
| 639506 | 2017 FZ13                | 15 aprile 1996    | Spacewatch                |
| 639507 | 2017 FM15                | 9 marzo 2003      | Spacewatch                |
| 639508 | 2017 FU15                | 18 settembre 2003 | Spacewatch                |
| 639509 | 2017 FH16                | 8 maggio 2005     | Mount Lemmon Survey       |
| 639510 | 2017 FB19                | 3 aprile 2013     | Mount Lemmon Survey       |
| 639511 | 2017 FD20                | 2 febbraio 2008   | Mount Lemmon Survey       |
| 639512 | 2017 FZ20                | 21 febbraio 2007  | Spacewatch                |
| 639513 | 2017 FW21                | 25 settembre 2008 | Mount Lemmon Survey       |
| 639514 | 2017 FB23                | 5 marzo 2006      | Spacewatch                |
| 639515 | 2017 FN23                | 21 aprile 2009    | Mount Lemmon Survey       |
| 639516 | 2017 FJ24                | 1 dicembre 2006   | Mount Lemmon Survey       |
| 639517 | 2017 FO26                | 3 gennaio 2012    | Spacewatch                |
| 639518 | 2017 FG28                | 4 marzo 2008      | Mount Lemmon Survey       |
| 639519 | 2017 FF30                | 27 dicembre 2006  | Mount Lemmon Survey       |
| 639520 | 2017 FO30                | 17 aprile 2013    | Pan-STARRS                |
| 639521 | 2017 FC31                | 3 maggio 2008     | Mount Lemmon Survey       |
| 639522 | 2017 FN31                | 9 novembre 2004   | Osservatorio di Mauna Kea |
| 639523 | 2017 FZ31                | 19 settembre 2014 | Pan-STARRS                |
| 639524 | 2017 FP32                | 14 marzo 2007     | Spacewatch                |
| 639525 | 2017 FU32                | 15 novembre 2006  | Spacewatch                |
| 639526 | 2017 FC33                | 20 febbraio 2006  | Spacewatch                |
| 639527 | 2017 FJ33                | 28 luglio 2014    | Pan-STARRS                |
| 639528 | 2017 FK34                | 27 gennaio 2007   | Mount Lemmon Survey       |
| 639529 | 2017 FL34                | 4 febbraio 2003   | C. Barbieri               |
| 639530 | 2017 FS34                | 30 settembre 2005 | Mount Lemmon Survey       |
| 639531 | 2017 FK35                | 31 agosto 2005    | Spacewatch                |
| 639532 | 2017 FQ35                | 19 settembre 2006 | CSS                       |
| 639533 | 2017 FJ36                | 22 dicembre 2003  | Spacewatch                |
| 639534 | 2017 FQ36                | 28 dicembre 2011  | Mount Lemmon Survey       |
| 639535 | 2017 FB38                | 5 febbraio 2011   | Pan-STARRS                |
| 639536 | 2017 FK38                | 3 settembre 2005  | Osservatorio di Mauna Kea |
| 639537 | 2017 FC40                | 17 novembre 2001  | Spacewatch                |
| 639538 | 2017 FD40                | 6 aprile 2008     | Mount Lemmon Survey       |
| 639539 | 2017 FG40                | 6 febbraio 2007   | Mount Lemmon Survey       |
| 639540 | 2017 FW40                | 26 dicembre 2006  | Spacewatch                |
| 639541 | 2017 FD42                | 5 marzo 2011      | Mount Lemmon Survey       |
| 639542 | 2017 FL42                | 4 febbraio 2005   | Mount Lemmon Survey       |
| 639543 | 2017 FQ42                | 25 aprile 2000    | Spacewatch                |
| 639544 | 2017 FH43                | 24 dicembre 2006  | Spacewatch                |
| 639545 | 2017 FT43                | 24 aprile 2003    | LONEOS                    |
| 639546 | 2017 FT44                | 30 gennaio 2008   | Mount Lemmon Survey       |
| 639547 | 2017 FE46                | 3 ottobre 2006    | Mount Lemmon Survey       |
| 639548 | 2017 FV46                | 28 febbraio 2008  | Mount Lemmon Survey       |
| 639549 | 2017 FE47                | 1 maggio 2013     | Mount Lemmon Survey       |
| 639550 | 2017 FT47                | 9 ottobre 2010    | Mount Lemmon Survey       |
| 639551 | 2017 FU49                | 14 aprile 2008    | Spacewatch                |
| 639552 | 2017 FE50                | 31 agosto 2000    | Spacewatch                |
| 639553 | 2017 FG50                | 9 maggio 2013     | Pan-STARRS                |
| 639554 | 2017 FK50                | 1 giugno 2013     | Spacewatch                |
| 639555 | 2017 FC51                | 3 luglio 2008     | SSS                       |
| 639556 | 2017 FK51                | 28 aprile 2008    | Mount Lemmon Survey       |
| 639557 | 2017 FN51                | 18 aprile 2013    | Mount Lemmon Survey       |
| 639558 | 2017 FY51                | 28 ottobre 2014   | Pan-STARRS                |
| 639559 | 2017 FF52                | 23 agosto 2014    | Pan-STARRS                |
| 639560 | 2017 FN52                | 10 dicembre 2010  | Mount Lemmon Survey       |
| 639561 | 2017 FC53                | 2 febbraio 2017   | Pan-STARRS                |
| 639562 | 2017 FD53                | 7 ottobre 2002    | NEAT                      |
| 639563 | 2017 FH53                | 28 marzo 2012     | CSS                       |
| 639564 | 2017 FP56                | 16 maggio 2005    | NEAT                      |
| 639565 | 2017 FG57                | 20 aprile 2013    | Mount Lemmon Survey       |
| 639566 | 2017 FZ61                | 2 settembre 2014  | Pan-STARRS                |
| 639567 | 2017 FS62                | 19 gennaio 2012   | Mount Lemmon Survey       |
| 639568 | 2017 FJ67                | 27 settembre 2003 | SDSS Collaboration        |
| 639569 | 2017 FJ69                | 7 febbraio 2011   | Mount Lemmon Survey       |
| 639570 | 2017 FH71                | 1 ottobre 2013    | Mount Lemmon Survey       |
| 639571 | 2017 FP71                | 1 ottobre 2010    | Mount Lemmon Survey       |
| 639572 | 2017 FS74                | 12 aprile 2013    | Pan-STARRS                |
| 639573 | 2017 FS77                | 27 gennaio 2006   | Mount Lemmon Survey       |
| 639574 | 2017 FU77                | 24 settembre 2005 | Spacewatch                |
| 639575 | 2017 FK78                | 27 gennaio 2006   | Mount Lemmon Survey       |
| 639576 | 2017 FO78                | 1 aprile 2003     | SDSS Collaboration        |
| 639577 | 2017 FU79                | 21 aprile 2009    | Mount Lemmon Survey       |
| 639578 | 2017 FO81                | 27 febbraio 2006  | Mount Lemmon Survey       |
| 639579 | 2017 FC83                | 17 gennaio 2007   | Spacewatch                |
| 639580 | 2017 FO84                | 27 agosto 2014    | Pan-STARRS                |
| 639581 | 2017 FP84                | 23 ottobre 2003   | Spacewatch                |
| 639582 | 2017 FD88                | 16 settembre 2009 | Mount Lemmon Survey       |
| 639583 | 2017 FA89                | 18 gennaio 2005   | Spacewatch                |
| 639584 | 2017 FD95                | 8 gennaio 2006    | Mount Lemmon Survey       |
| 639585 | 2017 FV95                | 12 settembre 2004 | Spacewatch                |
| 639586 | 2017 FL96                | 28 aprile 2004    | Spacewatch                |
| 639587 | 2017 FK97                | 13 aprile 2008    | Mount Lemmon Survey       |
| 639588 | 2017 FO97                | 7 aprile 2003     | Spacewatch                |
| 639589 | 2017 FU97                | 24 marzo 2012     | L. Elenin                 |
| 639590 | 2017 FH98                | 23 settembre 2005 | Spacewatch                |
| 639591 | 2017 FB99                | 10 novembre 2004  | Spacewatch                |
| 639592 | 2017 FD105               | 30 novembre 2005  | Mount Lemmon Survey       |
| 639593 | 2017 FG106               | 28 febbraio 2008  | Mount Lemmon Survey       |
| 639594 | 2017 FY108               | 13 febbraio 2008  | Mount Lemmon Survey       |
| 639595 | 2017 FJ110               | 22 ottobre 2005   | Spacewatch                |
| 639596 | 2017 FE111               | 10 dicembre 2005  | Spacewatch                |
| 639597 | 2017 FK111               | 9 febbraio 1999   | Spacewatch                |
| 639598 | 2017 FS111               | 27 aprile 2012    | Pan-STARRS                |
| 639599 | 2017 FT111               | 22 ottobre 2003   | Spacewatch                |
| 639600 | 2017 FU111               | 3 agosto 2014     | Pan-STARRS                |

## 639601–639700
| Nome   | Designazione provvisoria | Data di scoperta  | Scopritore          |
| ------ | ------------------------ | ----------------- | ------------------- |
| 639601 | 2017 FJ115               | 24 settembre 2000 | Spacewatch          |
| 639602 | 2017 FC118               | 14 febbraio 2012  | Pan-STARRS          |
| 639603 | 2017 FX120               | 18 maggio 2004    | D. Perna, V. Casula |
| 639604 | 2017 FE121               | 8 agosto 2004     | LINEAR              |
| 639605 | 2017 FX121               | 28 febbraio 2008  | Spacewatch          |
| 639606 | 2017 FK122               | 16 aprile 2004    | Spacewatch          |
| 639607 | 2017 FM124               | 29 settembre 2005 | Mount Lemmon Survey |
| 639608 | 2017 FM125               | 20 marzo 2002     | Spacewatch          |
| 639609 | 2017 FM130               | 1 ottobre 2005    | Mount Lemmon Survey |
| 639610 | 2017 FA132               | 28 febbraio 2008  | Spacewatch          |
| 639611 | 2017 FC134               | 15 aprile 2008    | Spacewatch          |
| 639612 | 2017 FT135               | 23 febbraio 1998  | Spacewatch          |
| 639613 | 2017 FW135               | 26 novembre 2005  | Mount Lemmon Survey |
| 639614 | 2017 FT136               | 19 settembre 2014 | Pan-STARRS          |
| 639615 | 2017 FQ138               | 26 marzo 2017     | Mount Lemmon Survey |
| 639616 | 2017 FS138               | 29 marzo 2008     | Spacewatch          |
| 639617 | 2017 FS142               | 3 dicembre 2015   | Pan-STARRS          |
| 639618 | 2017 FO144               | 21 ottobre 2003   | Spacewatch          |
| 639619 | 2017 FM146               | 16 giugno 2007    | Spacewatch          |
| 639620 | 2017 FO148               | 15 febbraio 2012  | Pan-STARRS          |
| 639621 | 2017 FD149               | 24 novembre 2009  | Spacewatch          |
| 639622 | 2017 FE150               | 2 febbraio 2008   | Spacewatch          |
| 639623 | 2017 FV150               | 23 gennaio 2006   | Spacewatch          |
| 639624 | 2017 FG152               | 18 settembre 2010 | Mount Lemmon Survey |
| 639625 | 2017 FC154               | 27 settembre 2009 | Mount Lemmon Survey |
| 639626 | 2017 FF155               | 2 aprile 2011     | Mount Lemmon Survey |
| 639627 | 2017 FA158               | 10 febbraio 1994  | Spacewatch          |
| 639628 | 2017 FK158               | 25 dicembre 2005  | Spacewatch          |
| 639629 | 2017 FM158               | 7 aprile 2003     | Spacewatch          |
| 639630 | 2017 FL159               | 14 novembre 2010  | Mount Lemmon Survey |
| 639631 | 2017 FG160               | 28 luglio 2014    | Pan-STARRS          |
| 639632 | 2017 FP160               | 5 aprile 2008     | Mount Lemmon Survey |
| 639633 | 2017 FS160               | 18 agosto 2014    | Pan-STARRS          |
| 639634 | 2017 FG162               | 3 agosto 2014     | Pan-STARRS          |
| 639635 | 2017 FN162               | 25 febbraio 2011  | Mount Lemmon Survey |
| 639636 | 2017 FP162               | 24 aprile 2003    | Spacewatch          |
| 639637 | 2017 FB188               | 26 settembre 2014 | CSS                 |
| 639638 | 2017 FK188               | 27 marzo 2017     | Pan-STARRS          |
| 639639 | 2017 FD206               | 21 marzo 2017     | Pan-STARRS          |
| 639640 | 2017 FY212               | 19 marzo 2017     | Pan-STARRS          |
| 639641 | 2017 GM1                 | 12 aprile 2013    | Pan-STARRS          |
| 639642 | 2017 GR1                 | 22 ottobre 2005   | Spacewatch          |
| 639643 | 2017 GE4                 | 3 ottobre 2005    | NEAT                |
| 639644 | 2017 GX8                 | 4 febbraio 2006   | CSS                 |
| 639645 | 2017 GA9                 | 26 novembre 2009  | Spacewatch          |
| 639646 | 2017 GD9                 | 20 aprile 2012    | Spacewatch          |
| 639647 | 2017 GE9                 | 22 aprile 2007    | Spacewatch          |
| 639648 | 2017 GS9                 | 30 maggio 2008    | Mount Lemmon Survey |
| 639649 | 2017 GE10                | 14 dicembre 2010  | Mount Lemmon Survey |
| 639650 | 2017 GH17                | 1 aprile 2017     | Pan-STARRS          |
| 639651 | 2017 HQ                  | 14 maggio 2009    | Mount Lemmon Survey |
| 639652 | 2017 HE3                 | 4 febbraio 2017   | Pan-STARRS          |
| 639653 | 2017 HR5                 | 25 marzo 2006     | Spacewatch          |
| 639654 | 2017 HM6                 | 11 aprile 2008    | Spacewatch          |
| 639655 | 2017 HN6                 | 8 aprile 2002     | NEAT                |
| 639656 | 2017 HV6                 | 21 dicembre 2006  | Spacewatch          |
| 639657 | 2017 HJ9                 | 31 gennaio 2006   | Spacewatch          |
| 639658 | 2017 HR9                 | 27 gennaio 2007   | Mount Lemmon Survey |
| 639659 | 2017 HS9                 | 12 novembre 2005  | Spacewatch          |
| 639660 | 2017 HS10                | 4 dicembre 2005   | Spacewatch          |
| 639661 | 2017 HA13                | 20 agosto 2014    | Pan-STARRS          |
| 639662 | 2017 HP14                | 15 aprile 2008    | Mount Lemmon Survey |
| 639663 | 2017 HN15                | 8 maggio 2006     | Mount Lemmon Survey |
| 639664 | 2017 HE17                | 17 settembre 2009 | Spacewatch          |
| 639665 | 2017 HJ17                | 13 marzo 2007     | Mount Lemmon Survey |
| 639666 | 2017 HX17                | 1 novembre 2005   | Mount Lemmon Survey |
| 639667 | 2017 HN18                | 2 aprile 2002     | Spacewatch          |
| 639668 | 2017 HV19                | 27 ottobre 2005   | Spacewatch          |
| 639669 | 2017 HZ19                | 27 ottobre 2009   | Mount Lemmon Survey |
| 639670 | 2017 HK21                | 24 marzo 2003     | Spacewatch          |
| 639671 | 2017 HS21                | 25 marzo 2006     | Spacewatch          |
| 639672 | 2017 HT21                | 17 settembre 2009 | Mount Lemmon Survey |
| 639673 | 2017 HK23                | 12 marzo 2008     | CSS                 |
| 639674 | 2017 HB25                | 26 novembre 2005  | Spacewatch          |
| 639675 | 2017 HZ28                | 24 febbraio 2006  | Spacewatch          |
| 639676 | 2017 HG32                | 29 settembre 2005 | Spacewatch          |
| 639677 | 2017 HD33                | 11 febbraio 2008  | Mount Lemmon Survey |
| 639678 | 2017 HW33                | 22 dicembre 2003  | Spacewatch          |
| 639679 | 2017 HT34                | 1 marzo 2011      | Mount Lemmon Survey |
| 639680 | 2017 HW36                | 3 maggio 2008     | Mount Lemmon Survey |
| 639681 | 2017 HW37                | 9 febbraio 2008   | Spacewatch          |
| 639682 | 2017 HA39                | 23 marzo 2004     | Spacewatch          |
| 639683 | 2017 HP40                | 17 novembre 2008  | Spacewatch          |
| 639684 | 2017 HQ40                | 20 aprile 2012    | Mount Lemmon Survey |
| 639685 | 2017 HQ42                | 4 settembre 2014  | Pan-STARRS          |
| 639686 | 2017 HX42                | 23 novembre 2014  | Pan-STARRS          |
| 639687 | 2017 HO43                | 8 maggio 2013     | Pan-STARRS          |
| 639688 | 2017 HJ45                | 10 settembre 2008 | Spacewatch          |
| 639689 | 2017 HM45                | 28 settembre 2003 | Spacewatch          |
| 639690 | 2017 HC46                | 8 ottobre 2008    | Mount Lemmon Survey |
| 639691 | 2017 HT48                | 20 marzo 2001     | Spacewatch          |
| 639692 | 2017 HY59                | 26 ottobre 2005   | Spacewatch          |
| 639693 | 2017 HR61                | 4 ottobre 1999    | Spacewatch          |
| 639694 | 2017 HF62                | 22 settembre 2004 | Spacewatch          |
| 639695 | 2017 JJ                  | 9 marzo 2005      | Mount Lemmon Survey |
| 639696 | 2017 JL                  | 23 ottobre 2003   | SDSS Collaboration  |
| 639697 | 2017 JY3                 | 11 dicembre 2010  | Mount Lemmon Survey |
| 639698 | 2017 KJ6                 | 17 aprile 2012    | Spacewatch          |
| 639699 | 2017 KG7                 | 23 aprile 2007    | Spacewatch          |
| 639700 | 2017 KH9                 | 3 marzo 2016      | Mount Lemmon Survey |

## 639701–639800
| Nome   | Designazione provvisoria | Data di scoperta  | Scopritore                |
| ------ | ------------------------ | ----------------- | ------------------------- |
| 639701 | 2017 KG13                | 21 settembre 2003 | NEAT                      |
| 639702 | 2017 KS19                | 16 novembre 1998  | Spacewatch                |
| 639703 | 2017 KK20                | 15 ottobre 2009   | Mount Lemmon Survey       |
| 639704 | 2017 KS21                | 29 luglio 2008    | Mount Lemmon Survey       |
| 639705 | 2017 KR25                | 9 marzo 2005      | Spacewatch                |
| 639706 | 2017 KW25                | 10 ottobre 2008   | Spacewatch                |
| 639707 | 2017 KO29                | 13 marzo 2007     | Mount Lemmon Survey       |
| 639708 | 2017 KJ30                | 27 aprile 2012    | Pan-STARRS                |
| 639709 | 2017 KP33                | 15 aprile 2001    | Spacewatch                |
| 639710 | 2017 KE39                | 18 dicembre 2007  | Mount Lemmon Survey       |
| 639711 | 2017 KY47                | 27 maggio 2017    | Pan-STARRS                |
| 639712 | 2017 NW3                 | 24 ottobre 2005   | Osservatorio di Mauna Kea |
| 639713 | 2017 NH9                 | 5 luglio 2017     | Pan-STARRS                |
| 639714 | 2017 OF12                | 31 ottobre 2008   | Mount Lemmon Survey       |
| 639715 | 2017 OW14                | 15 aprile 2005    | Spacewatch                |
| 639716 | 2017 OW29                | 18 ottobre 2003   | SDSS Collaboration        |
| 639717 | 2017 OC31                | 25 dicembre 2013  | Mount Lemmon Survey       |
| 639718 | 2017 OB44                | 15 ottobre 2007   | Mount Lemmon Survey       |
| 639719 | 2017 OS47                | 1 novembre 2008   | Mount Lemmon Survey       |
| 639720 | 2017 OY47                | 3 febbraio 2009   | Spacewatch                |
| 639721 | 2017 OZ51                | 16 febbraio 2015  | Pan-STARRS                |
| 639722 | 2017 OG52                | 11 novembre 2013  | Mount Lemmon Survey       |
| 639723 | 2017 OZ55                | 12 giugno 2007    | Spacewatch                |
| 639724 | 2017 OK57                | 31 agosto 2000    | Spacewatch                |
| 639725 | 2017 OS60                | 12 aprile 2005    | Spacewatch                |
| 639726 | 2017 OJ63                | 26 luglio 2011    | Pan-STARRS                |
| 639727 | 2017 OK64                | 21 gennaio 2014   | Mount Lemmon Survey       |
| 639728 | 2017 OG94                | 30 aprile 2016    | Pan-STARRS                |
| 639729 | 2017 OS95                | 30 luglio 2017    | Pan-STARRS                |
| 639730 | 2017 OV105               | 25 luglio 2017    | Pan-STARRS                |
| 639731 | 2017 OF114               | 17 agosto 2012    | Pan-STARRS                |
| 639732 | 2017 OG115               | 26 luglio 2017    | Pan-STARRS                |
| 639733 | 2017 OL141               | 25 luglio 2017    | Pan-STARRS                |
| 639734 | 2017 OA152               | 29 gennaio 2015   | Pan-STARRS                |
| 639735 | 2017 PJ2                 | 28 gennaio 2014   | Mount Lemmon Survey       |
| 639736 | 2017 PP7                 | 1 agosto 2017     | Pan-STARRS                |
| 639737 | 2017 PP11                | 22 maggio 2011    | Mount Lemmon Survey       |
| 639738 | 2017 PR13                | 14 marzo 2010     | Mount Lemmon Survey       |
| 639739 | 2017 PR27                | 28 ottobre 1995   | Spacewatch                |
| 639740 | 2017 PH31                | 2 gennaio 2009    | Spacewatch                |
| 639741 | 2017 PG37                | 28 settembre 2006 | Spacewatch                |
| 639742 | 2017 PX38                | 10 settembre 2007 | Mount Lemmon Survey       |
| 639743 | 2017 PL53                | 1 agosto 2017     | Pan-STARRS                |
| 639744 | 2017 PW71                | 1 agosto 2017     | Pan-STARRS                |
| 639745 | 2017 PE86                | 14 agosto 2017    | Pan-STARRS                |
| 639746 | 2017 QH20                | 24 ottobre 2009   | Spacewatch                |
| 639747 | 2017 QQ21                | 20 settembre 2003 | Spacewatch                |
| 639748 | 2017 QR24                | 19 ottobre 2012   | Pan-STARRS                |
| 639749 | 2017 QP25                | 29 dicembre 2003  | Spacewatch                |
| 639750 | 2017 QL27                | 28 agosto 2006    | Spacewatch                |
| 639751 | 2017 QW36                | 16 agosto 2017    | Pan-STARRS                |
| 639752 | 2017 QE38                | 11 ottobre 2012   | Mount Lemmon Survey       |
| 639753 | 2017 QZ51                | 16 agosto 2012    | ESA OGS                   |
| 639754 | 2017 QE53                | 22 agosto 2001    | Spacewatch                |
| 639755 | 2017 QM56                | 30 agosto 2002    | NEAT                      |
| 639756 | 2017 QS56                | 23 settembre 2012 | Mount Lemmon Survey       |
| 639757 | 2017 QF58                | 21 maggio 2004    | Spacewatch                |
| 639758 | 2017 QD61                | 15 dicembre 2007  | W. Bickel                 |
| 639759 | 2017 QP63                | 23 agosto 2017    | Pan-STARRS                |
| 639760 | 2017 QV63                | 17 gennaio 2005   | Spacewatch                |
| 639761 | 2017 QD67                | 1 febbraio 2003   | NEAT                      |
| 639762 | 2017 QL91                | 18 agosto 2017    | Pan-STARRS                |
| 639763 | 2017 QX91                | 24 agosto 2017    | Pan-STARRS                |
| 639764 | 2017 QZ91                | 16 agosto 2017    | Pan-STARRS                |
| 639765 | 2017 QS97                | 16 agosto 2017    | Pan-STARRS                |
| 639766 | 2017 QC103               | 31 agosto 2017    | Pan-STARRS                |
| 639767 | 2017 QY112               | 22 agosto 2017    | Pan-STARRS                |
| 639768 | 2017 QA120               | 28 agosto 2017    | Mount Lemmon Survey       |
| 639769 | 2017 QW124               | 16 agosto 2017    | Pan-STARRS                |
| 639770 | 2017 RC7                 | 25 settembre 2006 | Mount Lemmon Survey       |
| 639771 | 2017 RT8                 | 30 luglio 2008    | Mount Lemmon Survey       |
| 639772 | 2017 RU10                | 15 settembre 2006 | Spacewatch                |
| 639773 | 2017 RX24                | 29 giugno 2005    | Spacewatch                |
| 639774 | 2017 RX34                | 29 giugno 2016    | Pan-STARRS                |
| 639775 | 2017 RG37                | 19 agosto 2006    | Spacewatch                |
| 639776 | 2017 RO41                | 7 giugno 2016     | Pan-STARRS                |
| 639777 | 2017 RF47                | 26 febbraio 2015  | Mount Lemmon Survey       |
| 639778 | 2017 RS50                | 25 settembre 2006 | Mount Lemmon Survey       |
| 639779 | 2017 RH54                | 19 settembre 2006 | Spacewatch                |
| 639780 | 2017 RJ57                | 19 agosto 2006    | Spacewatch                |
| 639781 | 2017 RK60                | 11 ottobre 2012   | Pan-STARRS                |
| 639782 | 2017 RK64                | 4 maggio 2005     | Spacewatch                |
| 639783 | 2017 RH74                | 22 giugno 2006    | NEAT                      |
| 639784 | 2017 RP74                | 3 novembre 2007   | Spacewatch                |
| 639785 | 2017 RG75                | 2 novembre 2012   | Mount Lemmon Survey       |
| 639786 | 2017 RJ85                | 16 febbraio 2015  | Pan-STARRS                |
| 639787 | 2017 RD93                | 14 aprile 2010    | Mount Lemmon Survey       |
| 639788 | 2017 RC100               | 14 settembre 2007 | Mount Lemmon Survey       |
| 639789 | 2017 RS104               | 31 dicembre 2013  | Spacewatch                |
| 639790 | 2017 RG107               | 5 dicembre 2007   | Spacewatch                |
| 639791 | 2017 RD120               | 14 settembre 2017 | Pan-STARRS                |
| 639792 | 2017 RV131               | 11 settembre 2017 | Pan-STARRS                |
| 639793 | 2017 SS5                 | 15 novembre 1995  | Spacewatch                |
| 639794 | 2017 SU5                 | 20 ottobre 2006   | Spacewatch                |
| 639795 | 2017 SD8                 | 10 febbraio 2014  | Pan-STARRS                |
| 639796 | 2017 SB27                | 22 dicembre 2008  | Mount Lemmon Survey       |
| 639797 | 2017 SD34                | 19 maggio 2012    | Mount Lemmon Survey       |
| 639798 | 2017 ST38                | 28 settembre 2006 | CSS                       |
| 639799 | 2017 SQ43                | 19 agosto 2006    | Spacewatch                |
| 639800 | 2017 SO44                | 16 ottobre 2007   | Mount Lemmon Survey       |

## 639801–639900
| Nome   | Designazione provvisoria | Data di scoperta  | Scopritore                          |
| ------ | ------------------------ | ----------------- | ----------------------------------- |
| 639801 | 2017 SE45                | 19 gennaio 2004   | Spacewatch                          |
| 639802 | 2017 SV52                | 30 luglio 2000    | M. W. Buie, S. D. Kern              |
| 639803 | 2017 SN53                | 19 aprile 2015    | CTIO-DECam                          |
| 639804 | 2017 SN66                | 4 luglio 1995     | Spacewatch                          |
| 639805 | 2017 SA71                | 13 settembre 2007 | Mount Lemmon Survey                 |
| 639806 | 2017 SD81                | 30 agosto 2005    | Spacewatch                          |
| 639807 | 2017 SJ83                | 7 agosto 2016     | Pan-STARRS                          |
| 639808 | 2017 ST90                | 20 agosto 2017    | Pan-STARRS                          |
| 639809 | 2017 ST94                | 20 ottobre 2012   | Spacewatch                          |
| 639810 | 2017 SD95                | 19 luglio 2007    | Mount Lemmon Survey                 |
| 639811 | 2017 SH96                | 9 aprile 2010     | Spacewatch                          |
| 639812 | 2017 SC97                | 18 marzo 2015     | Pan-STARRS                          |
| 639813 | 2017 SK97                | 30 settembre 2006 | Mount Lemmon Survey                 |
| 639814 | 2017 SM104               | 13 ottobre 2006   | Spacewatch                          |
| 639815 | 2017 SG107               | 4 aprile 2005     | Mount Lemmon Survey                 |
| 639816 | 2017 SQ108               | 20 novembre 2006  | Mount Lemmon Survey                 |
| 639817 | 2017 SV108               | 30 agosto 2011    | Pan-STARRS                          |
| 639818 | 2017 SC112               | 21 settembre 2011 | Mount Lemmon Survey                 |
| 639819 | 2017 SH118               | 13 settembre 2003 | AMOS                                |
| 639820 | 2017 SX197               | 7 agosto 2016     | Pan-STARRS                          |
| 639821 | 2017 SF198               | 30 settembre 2017 | Pan-STARRS                          |
| 639822 | 2017 SA209               | 22 settembre 2017 | Pan-STARRS                          |
| 639823 | 2017 SO218               | 31 luglio 2016    | Pan-STARRS                          |
| 639824 | 2017 SU226               | 7 agosto 2016     | Pan-STARRS                          |
| 639825 | 2017 SS227               | 11 giugno 2015    | Pan-STARRS                          |
| 639826 | 2017 SZ243               | 27 settembre 2017 | Pan-STARRS                          |
| 639827 | 2017 SC250               | 24 settembre 2017 | Pan-STARRS                          |
| 639828 | 2017 SJ262               | 22 settembre 2017 | Pan-STARRS                          |
| 639829 | 2017 SN326               | 27 settembre 2017 | Pan-STARRS                          |
| 639830 | 2017 TJ9                 | 18 giugno 2015    | Pan-STARRS                          |
| 639831 | 2017 TR24                | 11 ottobre 2017   | Pan-STARRS                          |
| 639832 | 2017 TV24                | 19 settembre 2017 | Pan-STARRS                          |
| 639833 | 2017 UN6                 | 24 luglio 2015    | Pan-STARRS                          |
| 639834 | 2017 UK10                | 20 novembre 2001  | LINEAR                              |
| 639835 | 2017 US12                | 30 luglio 2017    | Pan-STARRS                          |
| 639836 | 2017 UQ14                | 2 febbraio 2009   | Mount Lemmon Survey                 |
| 639837 | 2017 UZ15                | 29 agosto 2006    | Spacewatch                          |
| 639838 | 2017 UP19                | 5 marzo 2006      | Mount Lemmon Survey                 |
| 639839 | 2017 UZ35                | 29 settembre 2001 | NEAT                                |
| 639840 | 2017 UM40                | 13 settembre 2005 | Spacewatch                          |
| 639841 | 2017 UU104               | 22 ottobre 2017   | Mount Lemmon Survey                 |
| 639842 | 2017 UH121               | 14 febbraio 2015  | Mount Lemmon Survey                 |
| 639843 | 2017 VT3                 | 21 dicembre 2012  | K. Sárneczky, G. Hodosán            |
| 639844 | 2017 VJ5                 | 12 novembre 2006  | Osservatorio Lulin                  |
| 639845 | 2017 VZ11                | 20 ottobre 2001   | LINEAR                              |
| 639846 | 2017 VB23                | 24 settembre 2011 | L. Elenin                           |
| 639847 | 2017 VX23                | 5 marzo 2014      | ESA OGS                             |
| 639848 | 2017 VZ26                | 18 settembre 2006 | Spacewatch                          |
| 639849 | 2017 VY27                | 28 ottobre 2010   | Mount Lemmon Survey                 |
| 639850 | 2017 VL28                | 1 novembre 2006   | Mount Lemmon Survey                 |
| 639851 | 2017 VP46                | 20 agosto 2004    | Spacewatch                          |
| 639852 | 2017 WQ2                 | 9 maggio 2004     | Spacewatch                          |
| 639853 | 2017 WY5                 | 22 dicembre 2000  | Spacewatch                          |
| 639854 | 2017 WD6                 | 2 gennaio 2009    | Spacewatch                          |
| 639855 | 2017 WW8                 | 30 agosto 2005    | Spacewatch                          |
| 639856 | 2017 WZ45                | 30 agosto 2016    | Mount Lemmon Survey                 |
| 639857 | 2017 WJ81                | 18 novembre 2017  | Pan-STARRS                          |
| 639858 | 2017 XN41                | 22 ottobre 2011   | Mount Lemmon Survey                 |
| 639859 | 2017 XZ41                | 18 ottobre 2003   | Spacewatch                          |
| 639860 | 2017 XY55                | 25 novembre 2011  | Pan-STARRS                          |
| 639861 | 2017 XL59                | 23 novembre 2006  | Mount Lemmon Survey                 |
| 639862 | 2017 YX15                | 18 novembre 2011  | CSS                                 |
| 639863 | 2018 AP5                 | 15 settembre 2004 | Spacewatch                          |
| 639864 | 2018 AX9                 | 20 settembre 2006 | NEAT                                |
| 639865 | 2018 AN15                | 31 agosto 2002    | Spacewatch                          |
| 639866 | 2018 AV26                | 13 gennaio 2018   | Mount Lemmon Survey                 |
| 639867 | 2018 AX26                | 14 gennaio 2018   | Pan-STARRS                          |
| 639868 | 2018 AA30                | 12 gennaio 2018   | Pan-STARRS                          |
| 639869 | 2018 BC2                 | 12 novembre 2005  | Spacewatch                          |
| 639870 | 2018 BA11                | 30 dicembre 2000  | LINEAR                              |
| 639871 | 2018 BP12                | 2 ottobre 2003    | Spacewatch                          |
| 639872 | 2018 BK19                | 16 gennaio 2018   | Pan-STARRS                          |
| 639873 | 2018 BK27                | 25 febbraio 2011  | Spacewatch                          |
| 639874 | 2018 BW30                | 20 gennaio 2018   | Mount Lemmon Survey                 |
| 639875 | 2018 BC38                | 10 marzo 2007     | Mount Lemmon Survey                 |
| 639876 | 2018 CD4                 | 10 febbraio 1999  | Spacewatch                          |
| 639877 | 2018 CU4                 | 12 ottobre 2010   | Mount Lemmon Survey                 |
| 639878 | 2018 CG5                 | 6 ottobre 2004    | LINEAR                              |
| 639879 | 2018 CM5                 | 3 aprile 2011     | A. Knöfel, G. Lehmann               |
| 639880 | 2018 CT5                 | 16 febbraio 2002  | NEAT                                |
| 639881 | 2018 CG6                 | 19 novembre 2003  | LONEOS                              |
| 639882 | 2018 CH8                 | 26 marzo 2003     | NEAT                                |
| 639883 | 2018 CV9                 | 6 novembre 2005   | Mount Lemmon Survey                 |
| 639884 | 2018 CW9                 | 14 febbraio 2004  | NEAT                                |
| 639885 | 2018 CV10                | 5 aprile 2002     | NEAT                                |
| 639886 | 2018 CA12                | 27 aprile 2000    | Spacewatch                          |
| 639887 | 2018 CG12                | 9 marzo 2007      | Mount Lemmon Survey                 |
| 639888 | 2018 CH15                | 19 luglio 2015    | Pan-STARRS 2                        |
| 639889 | 2018 CC16                | 7 novembre 2010   | Mount Lemmon Survey                 |
| 639890 | 2018 DN10                | 22 maggio 2003    | Spacewatch                          |
| 639891 | 2018 EX8                 | 9 febbraio 2005   | LONEOS                              |
| 639892 | 2018 FJ6                 | 19 novembre 2016  | Mount Lemmon Survey                 |
| 639893 | 2018 FN7                 | 13 marzo 2007     | Mount Lemmon Survey                 |
| 639894 | 2018 FD9                 | 7 ottobre 2005    | Spacewatch                          |
| 639895 | 2018 FX15                | 14 dicembre 2001  | Spacewatch                          |
| 639896 | 2018 FS17                | 23 gennaio 2006   | Mount Lemmon Survey                 |
| 639897 | 2018 FM18                | 30 agosto 2005    | Spacewatch                          |
| 639898 | 2018 FN18                | 2 agosto 2008     | Osservatorio astronomico di Maiorca |
| 639899 | 2018 FG21                | 23 settembre 2011 | Pan-STARRS                          |
| 639900 | 2018 FW24                | 8 gennaio 2007    | Mount Lemmon Survey                 |

## 639901–640000
| Nome   | Designazione provvisoria | Data di scoperta  | Scopritore                         |
| ------ | ------------------------ | ----------------- | ---------------------------------- |
| 639901 | 2018 FV25                | 20 settembre 2011 | Spacewatch                         |
| 639902 | 2018 FQ28                | 6 marzo 1999      | Spacewatch                         |
| 639903 | 2018 FR28                | 25 febbraio 2011  | Mount Lemmon Survey                |
| 639904 | 2018 FB29                | 2 ottobre 2006    | Mount Lemmon Survey                |
| 639905 | 2018 FE29                | 7 gennaio 2014    | Spacewatch                         |
| 639906 | 2018 FP29                | 8 ottobre 2012    | Mount Lemmon Survey                |
| 639907 | 2018 FP31                | 18 ottobre 2006   | Spacewatch                         |
| 639908 | 2018 FC46                | 24 giugno 2015    | Pan-STARRS                         |
| 639909 | 2018 GC6                 | 14 giugno 2007    | SSS                                |
| 639910 | 2018 GS6                 | 17 novembre 2006  | Mount Lemmon Survey                |
| 639911 | 2018 GG7                 | 2 gennaio 2006    | CSS                                |
| 639912 | 2018 GK7                 | 10 novembre 2005  | CSS                                |
| 639913 | 2018 GS7                 | 20 agosto 2004    | Spacewatch                         |
| 639914 | 2018 GU8                 | 25 ottobre 2008   | Spacewatch                         |
| 639915 | 2018 GV8                 | 6 dicembre 2005   | Spacewatch                         |
| 639916 | 2018 GP9                 | 3 febbraio 2000   | Spacewatch                         |
| 639917 | 2018 GS9                 | 23 gennaio 2006   | Spacewatch                         |
| 639918 | 2018 GH11                | 28 maggio 2008    | Mount Lemmon Survey                |
| 639919 | 2018 GD12                | 21 agosto 2015    | Pan-STARRS                         |
| 639920 | 2018 GL12                | 23 aprile 2007    | Spacewatch                         |
| 639921 | 2018 HK1                 | 10 marzo 2005     | Mount Lemmon Survey                |
| 639922 | 2018 HO4                 | 30 novembre 2005  | Spacewatch                         |
| 639923 | 2018 JM3                 | 8 ottobre 2012    | Pan-STARRS                         |
| 639924 | 2018 JJ4                 | 26 marzo 2001     | LINEAR                             |
| 639925 | 2018 JX4                 | 13 aprile 2002    | NEAT                               |
| 639926 | 2018 JK5                 | 21 gennaio 2009   | CSS                                |
| 639927 | 2018 JE6                 | 10 aprile 2005    | Mount Lemmon Survey                |
| 639928 | 2018 JA7                 | 14 gennaio 2011   | Mount Lemmon Survey                |
| 639929 | 2018 KK3                 | 5 maggio 2011     | Mount Lemmon Survey                |
| 639930 | 2018 LZ6                 | 14 febbraio 2013  | Pan-STARRS                         |
| 639931 | 2018 LF8                 | 29 maggio 2000    | Spacewatch                         |
| 639932 | 2018 LL8                 | 5 gennaio 2000    | Spacewatch                         |
| 639933 | 2018 LP16                | 14 novembre 2015  | Mount Lemmon Survey                |
| 639934 | 2018 LP38                | 12 giugno 2018    | Pan-STARRS                         |
| 639935 | 2018 MK1                 | 23 dicembre 2012  | Pan-STARRS                         |
| 639936 | 2018 ML7                 | 2 luglio 2014     | Pan-STARRS                         |
| 639937 | 2018 ME14                | 3 aprile 2017     | Mount Lemmon Survey                |
| 639938 | 2018 MG20                | 4 ottobre 2005    | Mount Lemmon Survey                |
| 639939 | 2018 MZ26                | 18 marzo 2013     | PTF                                |
| 639940 | 2018 NP6                 | 3 febbraio 2013   | Pan-STARRS                         |
| 639941 | 2018 NS9                 | 19 ottobre 2010   | Mount Lemmon Survey                |
| 639942 | 2018 NG14                | 10 settembre 2004 | LINEAR                             |
| 639943 | 2018 NP14                | 13 dicembre 2015  | Pan-STARRS                         |
| 639944 | 2018 NU21                | 30 giugno 2013    | Pan-STARRS                         |
| 639945 | 2018 NV22                | 9 luglio 2018     | Pan-STARRS                         |
| 639946 | 2018 NT24                | 11 luglio 2018    | Pan-STARRS                         |
| 639947 | 2018 NX26                | 11 luglio 2018    | Pan-STARRS                         |
| 639948 | 2018 PD4                 | 18 novembre 2014  | Mount Lemmon Survey                |
| 639949 | 2018 PT6                 | 8 febbraio 2011   | Mount Lemmon Survey                |
| 639950 | 2018 PZ12                | 30 settembre 2005 | Mount Lemmon Survey                |
| 639951 | 2018 PV16                | 6 marzo 2008      | Mount Lemmon Survey                |
| 639952 | 2018 PN42                | 20 gennaio 2015   | Pan-STARRS                         |
| 639953 | 2018 PR43                | 13 agosto 2018    | Pan-STARRS                         |
| 639954 | 2018 PF51                | 12 agosto 2018    | Pan-STARRS                         |
| 639955 | 2018 PH57                | 11 agosto 2018    | Pan-STARRS                         |
| 639956 | 2018 PO59                | 11 agosto 2018    | Pan-STARRS                         |
| 639957 | 2018 PO65                | 11 novembre 2009  | Mount Lemmon Survey                |
| 639958 | 2018 PQ65                | 4 maggio 2017     | Pan-STARRS                         |
| 639959 | 2018 PM115               | 21 dicembre 2014  | Pan-STARRS                         |
| 639960 | 2018 PT126               | 8 agosto 2018     | Pan-STARRS                         |
| 639961 | 2018 QR3                 | 10 gennaio 2008   | Spacewatch                         |
| 639962 | 2018 QT11                | 18 agosto 2018    | Pan-STARRS                         |
| 639963 | 2018 QW11                | 18 agosto 2018    | Pan-STARRS                         |
| 639964 | 2018 QZ16                | 18 agosto 2018    | Pan-STARRS                         |
| 639965 | 2018 QL19                | 13 dicembre 2014  | Pan-STARRS                         |
| 639966 | 2018 RX9                 | 13 agosto 2001    | AMOS                               |
| 639967 | 2018 RS13                | 28 aprile 2011    | Mount Lemmon Survey                |
| 639968 | 2018 RQ15                | 29 marzo 2008     | Spacewatch                         |
| 639969 | 2018 RX16                | 27 settembre 2002 | NEAT                               |
| 639970 | 2018 RC17                | 3 agosto 1999     | Spacewatch                         |
| 639971 | 2018 RD17                | 5 luglio 2014     | Pan-STARRS                         |
| 639972 | 2018 RL22                | 1 aprile 1995     | Spacewatch                         |
| 639973 | 2018 RO23                | 28 gennaio 2007   | Mount Lemmon Survey                |
| 639974 | 2018 RB25                | 14 novembre 1999  | LINEAR                             |
| 639975 | 2018 RF29                | 21 aprile 2011    | Pan-STARRS                         |
| 639976 | 2018 RF33                | 29 novembre 2000  | Spacewatch                         |
| 639977 | 2018 RV50                | 12 settembre 2018 | Mount Lemmon Survey                |
| 639978 | 2018 RD61                | 12 settembre 2018 | Mount Lemmon Survey                |
| 639979 | 2018 SV5                 | 15 agosto 2013    | Pan-STARRS                         |
| 639980 | 2018 SM7                 | 9 agosto 2013     | CSS                                |
| 639981 | 2018 SZ13                | 13 marzo 2012     | L. Elenin                          |
| 639982 | 2018 SL20                | 19 settembre 2018 | Pan-STARRS 2                       |
| 639983 | 2018 TT8                 | 21 febbraio 2015  | Mount Lemmon Survey                |
| 639984 | 2018 TL9                 | 31 marzo 2016     | Mount Lemmon Survey                |
| 639985 | 2018 TX12                | 23 agosto 2007    | Spacewatch                         |
| 639986 | 2018 TM13                | 4 marzo 2005      | Mount Lemmon Survey                |
| 639987 | 2018 TX13                | 20 settembre 1995 | Spacewatch                         |
| 639988 | 2018 TE25                | 13 settembre 2018 | Mount Lemmon Survey                |
| 639989 | 2018 TZ37                | 17 novembre 2014  | Pan-STARRS                         |
| 639990 | 2018 TD44                | 12 agosto 2013    | Pan-STARRS                         |
| 639991 | 2018 UE6                 | 17 agosto 2012    | Pan-STARRS                         |
| 639992 | 2018 UX9                 | 11 settembre 2007 | Mount Lemmon Survey                |
| 639993 | 2018 UQ10                | 3 settembre 2007  | Mount Lemmon Survey                |
| 639994 | 2018 UT27                | 17 ottobre 2018   | Pan-STARRS 2                       |
| 639995 | 2018 UP34                | 20 ottobre 2018   | Mount Lemmon Survey                |
| 639996 | 2018 VE10                | 5 gennaio 2002    | Osservatorio astrofisico di Asiago |
| 639997 | 2018 VB17                | 22 dicembre 2008  | Mount Lemmon Survey                |
| 639998 | 2018 VE19                | 12 agosto 2006    | NEAT                               |
| 639999 | 2018 VH20                | 12 settembre 2004 | Spacewatch                         |
| 640000 | 2018 VO23                | 23 agosto 2007    | Spacewatch                         |